# Ludvig Filip af Portugal
Ludvig Filip af Portugal (portugisisk: Luís Filipe; 21. marts 1887 – 1. februar 1908) var en portugisisk prins, der var tronfølger i Portugal fra 1889 til 1908.
Han var den ældste søn af kong Karl 1. af Portugal i hans ægteskab med prinsesse Amélie af Orléans. Han blev tronfølger ved faderens tronbestigelse i 1889. Under et republikansk attentat på kongefamilien i 1908 blev Ludvig Filip og faderen skudt og dræbt på Terreiro do Paço. Ludvig Filips lillebror, Emanuel, blev såret i armen, overlevede og efterfulgte deres far på tronen.